# 安傑洛·索達諾
安傑洛·拉斐爾·索達諾（義大利語：Angelo Raffaele Sodano；1927年11月23日—2022年5月27日）是意大利籍天主教主教級樞機，阿爾巴諾羅馬城郊教區領銜主教、樞機團榮休團長和聖座榮休國務卿。

## 生平

### 早期生活
安傑洛·索達諾於1927年11月23日在意大利西北部皮埃蒙特大區阿斯蒂省的市鎮伊索拉達斯蒂出生。他於1950年9月23日在阿斯蒂教區晉鐸。

### 晉牧
他於1978年1月15日由安東尼·薩莫瑞晉牧，並獲教宗若望·保祿二世任命為聖座駐智利大使，領新凱薩里斯領銜總教區總主教銜。1988年至1991年間，他分別在聖座秘書處及聖座國務院對外事務處擔任官員。

### 擢升樞機
若望·保祿二世於1991年6月28日將他擢升為司鐸級樞機，領聖婦方濟加堂區司鐸銜。他於1991年6月29日獲委任為聖座國務樞機卿，接替卸任的奧斯定·卡薩羅利。他於1994年1月10日升為主教級樞機，領阿爾巴諾羅馬城郊教區主教銜。

### 擔任樞機團團長
若望·保祿二世於2005年4月2日在梵蒂岡去世後，索達諾曾參與同月舉行的教宗選舉秘密會議。由於樞機團團長若瑟·類思·拉辛格樞機於同年4月19日當選成為教宗本篤十六世，樞機團團長職位出缺。因此，安傑洛·索達諾於同月30日接任樞機團團長一職。
2006年6月22日，塔爾奇西奧·貝爾托內樞機接替他而成為聖座國務樞機卿。
2013年2月11日早上，本篤十六世宣佈於同月28日辭去教宗職務，並於3月12日舉行2013年教宗選舉秘密會議。雖然索達諾作為樞機團團長在宗座出缺時召開樞機會議以選出下一任教宗，但是根據宗座憲令《主的普世羊群》規定，索達諾當時已滿80周歲。因此，他未能參加這次選舉，並由若翰·雷樞機接替擔任這次選舉的召集人。最後，選出教宗方濟各。
他於2019年12月21日辭去樞機團團長一職並獲方濟各同意。索達諾的團長職務由若翰·雷接任。
索達諾于2022年5月27日死于COVID-19并发症，享年94岁。